# Atrax yorkmainorum
Atrax yorkmainorum – gatunek pająka z infrarzędu ptaszników i rodziny Atracidae. Jest endemitem południowo-wschodniej Australii.

## Taksonomia
Gatunek ten opisany został po raz pierwszy w 2010 roku przez Michaela Rolanda Graya na łamach „Records of the Australian Museum” w ramach rewizji Atracinae (ob. Atracidae). Jako lokalizację typową wskazano Batlow w australijskiej Nowej Południowej Walii. Epitet gatunkowy nadano na cześć Barbary York Main i Berta Maina w uznaniu ich wkładu w arachnologię i ekologię.

## Morfologia
Karapaks samców osiąga od 7,4 do 9,2 mm długości, a u paratypowej samicy mierzy 8,6 mm długości. Jamkę ma wąską i zakrzywioną, a w przednio-bocznych narożach słabe szczecinki. Śródgrzbietowe szczecinki części głowowej dochodzą do jamki. Szczękoczułki mają wąską bruzdę o prawie równoległych, nieco odsiebnie rozbieżnych krawędziach. Zębów na krawędzi przedniej jest 11, na tylnej 12, a szeregu pośrodkowym znajduje się 16 mniejszych ząbków. Szersza niż dłuższa warga dolna ma wcięcie na przedniej krawędzi. Sternum jest jajowate w zarysie, o jajowatych sigilla tylnej pary. Kolejność par odnóży od najdłuższej do najkrótszej to IV, I, II, III. Opistosoma (odwłok) u holotypowego samca mierzy 8,5 mm, a u paratypowej samicy 10,3 mm długości.
Nogogłaszczki samca odznaczają się brakiem kolców grzbietowych na goleni, małym i nieznacznie szerszym niż dłuższym rejonem tegularnym oraz długim, cienkim embolusem o nasadzie odsuniętej od tegulum dalej niż u przedstawicieli kompleksu A. robustus, trzonie silnie zakrzywionym i odsiebnie zwężonym, części wierzchołkowej bardzo cienkiej, skręconej i ustawionej pod kątem względem trzonu, a bruździe ejakulacyjnej wąskiej.
Genitalia samicy zawierają parę jednopłatowych, długich, silnie zakrzywionych, zbliżonych częściami nasadowymi i wierzchołkowymi, ale oddalonych częściami środkowymi spermatek.

## Rozprzestrzenienie
Pająk endemiczny dla południowo-wschodniej Australii, ograniczony do Alp Australijskich, ale o stosunkowo szerokim jak na przedstawiciela rodzaju zasięgu, podawany z terenów Nowej Południowej Walii i Australijskiego Terytorium Stołecznego.